# Heterabraxas spontaneata
Heterabraxas spontaneata är en fjärilsart som beskrevs av Walker 1862. Heterabraxas spontaneata ingår i släktet Heterabraxas och familjen mätare. Inga underarter finns listade i Catalogue of Life.